# Soraya Haddad
Soraya Haddad (El-Kseur, 30 september 1984) is een Algerijns judoka. Ze won op de Olympische Spelen 2008 een bronzen medaille in de gewichtsklasse tot 52 kg. Ze was de eerste Afrikaanse die een judomedaille behaalde op de Olympische Spelen.

## Erelijst

### Olympische Spelen
1. 9e 2004 in Athene (– 48 kg)
2. 2008 in Peking (– 52 kg)
3. 17e 2012 in Londen (– 52 kg)

### Wereldkampioenschappen
1. Wereldkampioenschappen 2005 in Caïro (– 48 kg)
2. 7e Wereldkampioenschappen 2007 in Rio de Janeiro (– 52 kg)

### Super World Cup
1. Super World Cup 2005 in Hamburg (– 48 kg)
2. Super World Cup 2007 in Hamburg (– 52 kg)
3. Super World Cup 2008 in Parijs (– 52 kg)
4. Super World Cup 2008 in Hamburg (– 52 kg)